# Jan Wiśniewski (1876–1943)

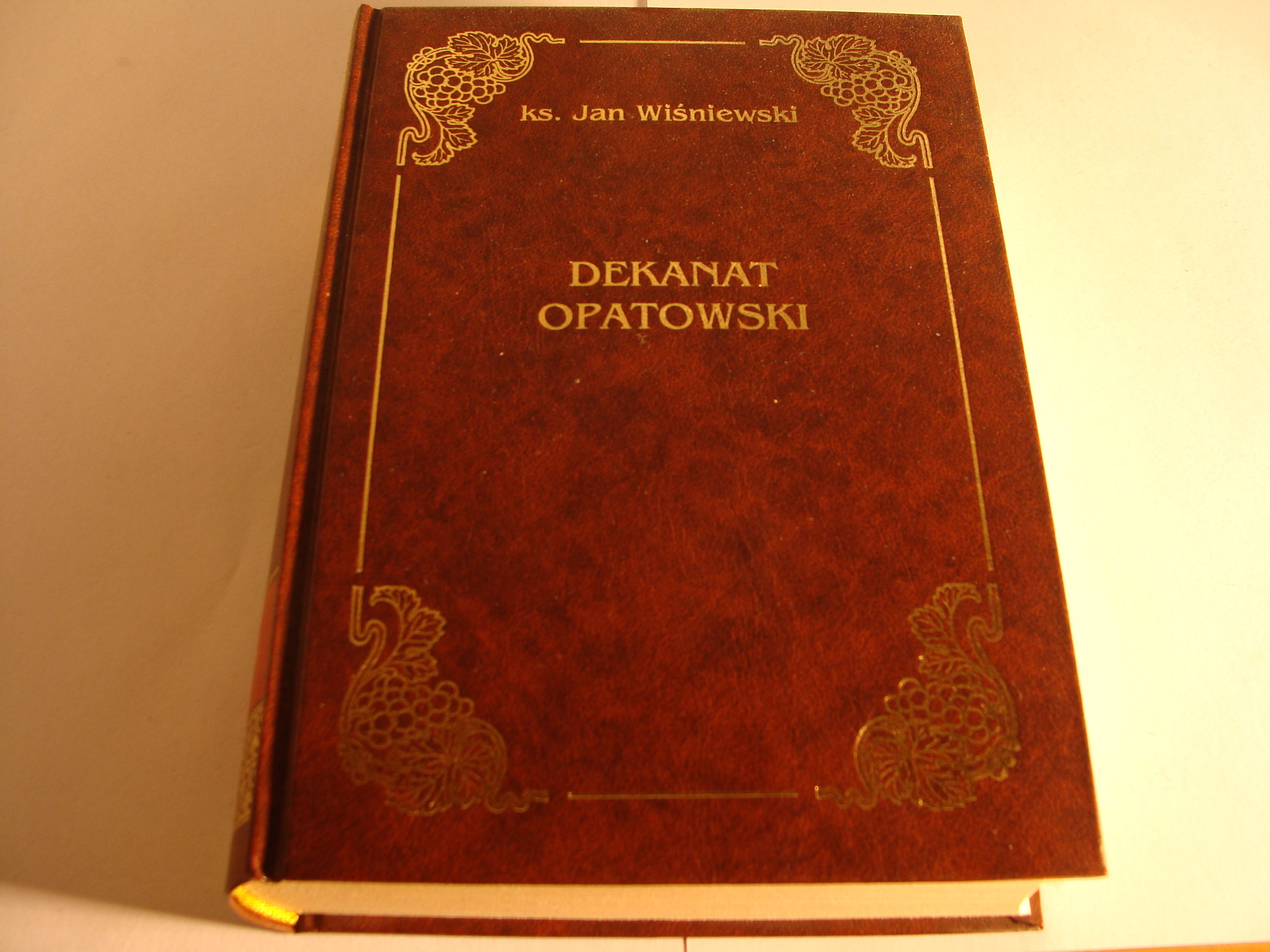
Reprint pierwszej z wydanych książek Wiśniewskiego, Dekanatu opatowskiego

Jan Wiśniewski (ur. 3 maja 1876 w Krępie Kościelnej, zm. 7 czerwca 1943 w Borkowicach) – duchowny rzymskokatolicki, kolekcjoner, regionalista, działacz endecki i oświatowy.

## Życiorys
W 1901–1906, podczas służby w Ćmielowie zaangażował się w nawracanie do Kościoła rzymskokatolickiego. Przygotował do chrztu m.in.: jedną prawosławną i co najmniej dziesięciu Żydów. Sprawa jednego z nich była podstawą do wytoczenia Wiśniewskiemu procesu cywilnego przez Żyda z Szydłowca, który oskarżył księdza, że ten nie pozwolił spotkać się ze swoimi dziećmi, bo uważał to za niemożliwe ze względu na przyjęcie przez te dzieci chrześcijaństwa. Po incydencie został przeniesiony do Radomia, zostając wikariuszem w parafii św. Jana Chrzciciela.
Kolekcjonował obrazy, aby w grudniu 1913 przekazać je radomskiemu oddziałowi PTK. W oparciu o te zbiory uruchomiono Muzeum PTK, co było też wymuszone zapisem Wiśniewskiego o prawie wycofania darowizny w przypadku niezorganizowania muzeum w ciągu roku. Zarząd oddziału powierzył mu też objęcie stanowiska kierownika-organizatora muzeum, które porzucił po kilku dniach otrzymując probostwo w Borkowicach.
W 1913 został proboszczem. W Borkowicach założył bibliotekę i wspierał organizacje ochotniczych straży pożarnych na terenie swojej parafii (był członkiem komitetów inicjujących w Borkowicach, Ruszkowicach i Ruskim Brodzie). Wsparł także finansowo uruchomienie w obrębie parafii dziesięciu szkół ludowych i ochronki dla dzieci. W Borkowicach uruchomił Spółdzielnię Spożywców "Przyszłość". Ufundował wiele pomników i płyt pamięci w Radomskiem (m.in. pomnik Powstańców Styczniowych w Stefankowie).
Opublikował wiele prac krajoznawczych i popularnonaukowych, m.in. 13 tomów opisów poszczególnych dekanatów diecezji sandomierskiej. Opublikował wierszowany przekład Psałterza w oficynie Jana Kantego Trzebińskiego (1917).
Za swoją działalność otrzymał tytuł kanonika Kapituły Katedralnej w Sandomierzu.

## Ordery i odznaczenia
- Krzyż Kawalerski Orderu Odrodzenia Polski
- Złoty Krzyż Zasługi
- Srebrny Wawrzyn Akademicki (7 listopada 1936)[1]
- Odznaka honorowa „Za walkę o szkołę polską”

## Wybrane dzieła
- Dekanat opatowski (1907)
- Dekanat iłżecki (1911),
- Dekanat radomski, Radom 1911, druk. i lit. „Jan Kanty Trzebiński” (Reprint: Kielce 2000, Wydawnictwo Jedność wersja cyfrowa).
- Dekanat konecki (1913),
- Dekanat kozienicki (1913),
- Dekanat opoczyński, Radom 1913, druk. i lit. „Jan Kanty Trzebiński” (Reprint: Kielce 2000, Wydawnictwo Jedność).
- Dekanat sandomierski (1915),
- Dekanat miechowski (1917),
- Psałterz, wolny przekład, Radom,  Druk „Jan Kanty Trzebiński” 1918,
- Biskupi sandomierscy, Radom 1911, druk. „Jan Kanty Trzebiński”  zob. .
- Seminarium duchowne rzym.katol. w Sandomierzu 1820–1920 oraz stuletni katalog duchowieństwa świeckiego diecezji sandomierskiej, Sandomierz 1926 zob..
- Udział księży z diecezji sandomierskiej w powstaniu styczniowem 1863 r., Radom 1927, druk S. Nowakowski zob..
- Jan Kochanowski, życiorys i pamiątki rodzinne w czterechsetletnią rocznocę urodzin 1530–1930, Radom 1930, Wydawnictwo Kalendarzy Parafialnych i Rocznika Diecezji Sandomierskiej w Radomiu zob .
- Historyczny opis kościołów, miast, zabytków i pamiątek w Pińczowskim, Skalbmierskim i Wiślickim (1927),
- Historyczny opis kościołów, miast, zabytków i pamiątek w Stopnickiem, [Mariówka] 1929, Druk. szkoły rzem. w Mariówce zob. .
- Historyczny opis kościołów, miast, zabytków i pamiątek w Jędrzejowskiem, [Mariówka] 1930, Druk. szkoły rzem. w Mariówce wersja cyfrowa.
- Historyczny opis kościołów, miast, zabytków i pamiątek w powiecie włoszczowskim, [Mariówka] 1932, Druk Szkoły Rzemiosł w Mariówce Opoczyńskiej zob. .
- Historyczny opis kościołów, miast, zabytków i pamiątek w Olkuskiem (1933),
- Diecezja Częstochowska Opis historyczny kościołów, miast, zabytków w dekanatach: będzińskim, dąbrowskim, sączowskim, zawierckim, i żareckim oraz parafii Olsztyn (1936).